# هلیفکس (ماساچوست)
هلیفکس(به انگلیسی: Halifax) شهرکی در شهرستان پلیموت ایالت ماساچوست می‌باشد که در سال ۱۷۳۴ بنیان‌گذاری شده‌است. این شهرک در سرشماری سال ۲۰۱۰ میلادی، ۷٬۵۱۸ نفر جمعیت داشته‌است.